# 寮國—韓國關係
韓寮關係（韓語：대한민국-라오스 관계）是指大韩民国与寮人民民主共和國的双边关系。两国的正式外交关系始于1974年，在巴特寮推翻老挝王国建立寮人民民主共和國后，两国一度断交，與大韓民國關係極不友好。1995年恢复邦交后，两国关系向好发展。部分与老挝建交，但未在老挝境内开设大使馆的国家，亦委任驻韩大使为兼任老挝大使。

## 政治交流

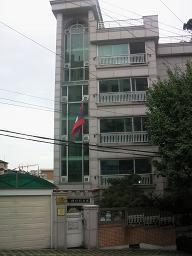
老挝驻韩国大使馆

寮王國与大韓民國于1974年6月22日建立大使级外交关系，同年8月，韓國将1973年设立的老挝开设大使馆。但在1975年7月24日，奉行反共主义的韓國与巴特寮接管的寮國断绝外交关系，同年12月2日，蘇發努馮等人在寮國內戰中推翻了寮王國，并建立了共产主义国家寮人民民主共和國，转而加强发展与意识形态相近的北韩的外交关系。此後十年來，兩國關係更加緊張和惡劣。但隨著寮國开始实施全面革新路線政策，以及1988年韓國總統盧泰愚开展北方政策，與社會主義陣營國家改善發展外交關係，兩國關係出现了改善的契機。其後，雙方開始出非官方的學術及體育交流活動。老挝也派出了代表团参加当年在汉城举办的夏季奥运会。其后，两国更於1995年10月25日復交:310，韩国政府亦于翌年恢复了在万象的大使馆。
恢复邦交后，两国关系不断增进，老挝国家主席朱馬利·賽雅貢、政府总理通邢·塔马冯、通倫·西蘇里、国会主席巴妮·雅陶都等人均曾访问韩国，而韩国总统朴槿惠、文在寅等人也曾在任内访问老挝。

## 旅行与簽證

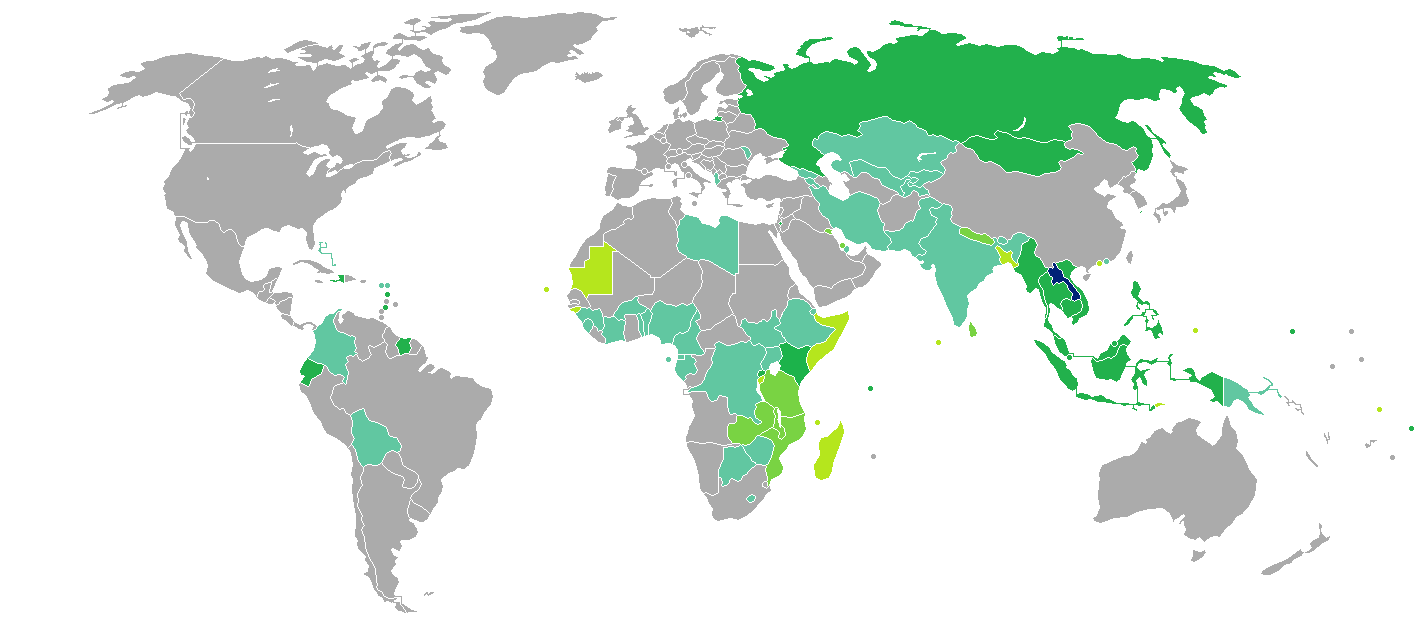
持寮國護照的老挝公民簽證要求分布圖：入境韓國必须申请簽證。

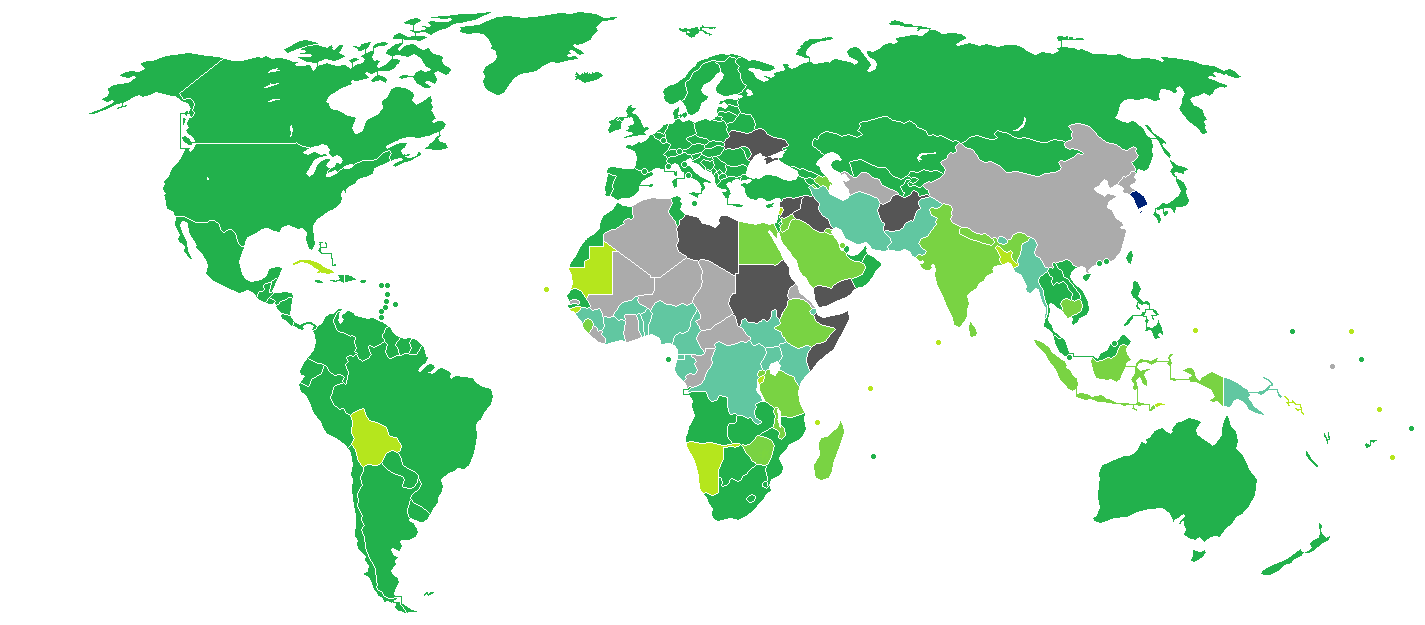
持韓國護照的韓國公民簽證要求分布圖：入境寮國可以免簽證。

老挝政府单方面给予持韓國護照的韓國公民可以免簽證入境老挝，最多停留30天。
持寮國的外交和公務護照的老挝公民，入境韩国可以免簽證，停留最多90天。
2017年，韩国共有170,571人次到访老挝，到访人次仅次于泰国、越南与中国。2019年，到访人次增加至203,191。

## 经贸合作关系

### 贸易

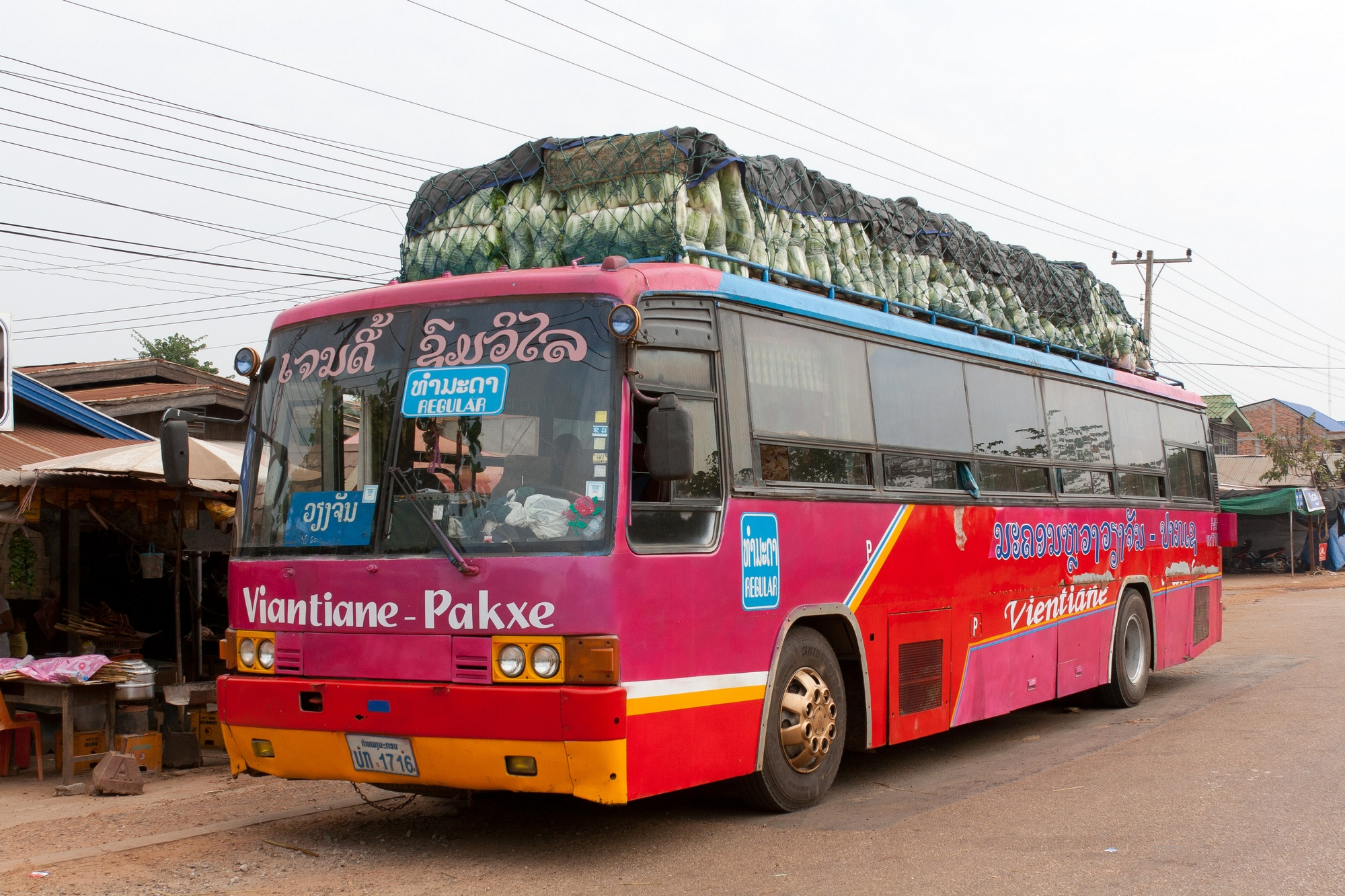
韓國现代汽车制造的老挝长途公交车

2020年，韓國、寮國双边贸易额达到9400万美元，其中韩国对老挝出口总额达到5000万美元，从老挝进口4400万美元。

### 相互投资与开发援助
截至2020年，韓國对老挝的投资总额达到12亿美元，韩国在农业等领域也对老挝有大量的投资，也有一些韩国企业在老挝耕种粮食作物。韩国也是继日本之后的老挝第二大援助来源国。韩国也在卫生、农业、未爆弹排除等领域给予了老挝一定的协助。

## 文化交流

### 學術

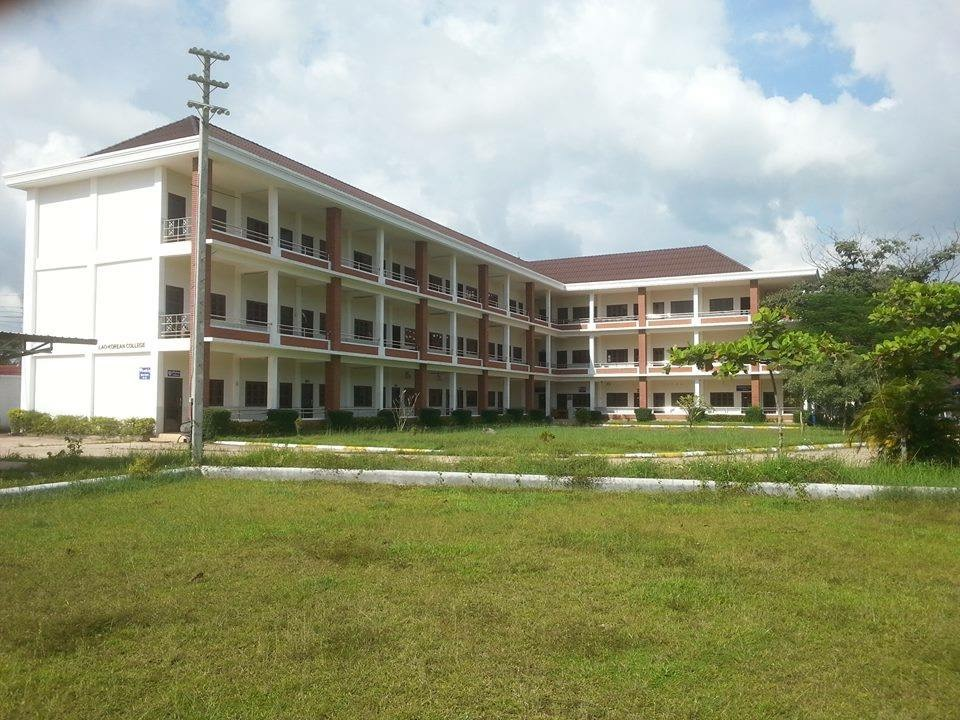
韓寮學院

2012年，韓寮學院在老挝首都万象开设。2019年，韩、寮两国政府签署签署了韩语职业教育培训合作协议，同年，韩国文化体育观光部批准世宗学堂在老挝开设，以教授韩语课程。目前，老挝境内已经拥有两所世宗学堂，分别位于万象市及丰沙湾市。